# Felix af Bourbon-Parma
Prins Félix af Bourbon-Parma (Félix Marie Vincent; 28. oktober 1893 – 8. april 1970), fra 1919: Prins Félix af Luxembourg, var prinsgemal til storhertuginde Charlotte af Luxembourg. Parret fik seks børn, herunder storhertug Jean af Luxembourg (1921 – 2019).

## Søskende
Prins Felix var søn af den afsatte hertug Robert 1. af Parma (1848–1907), der havde 24 børn.
Prins Felix var lillebror til kejserinde Zita af Østrig-Ungarn (1892–1989) og storebror til prins René af Bourbon-Parma (1894–1962), der var gift med prinsesse Margrethe af Danmark (1895–1992), og som blev far til Anne, titulær dronning af Rumænien (født 1923).

## Familie
Prins Felix giftede sig den 6. november 1919 i Luxembourg med sin kusine, storhertuginde Charlotte af Luxembourg (23. januar 1896–9. juli 1985). De fik seks børn:
1. Jean af Luxembourg, (1921-2019), regerende storhertug 1964 – 2000
2. Elisabeth, (1922-2011), gift med titulær hertug Franz Ferdinand von Hohenberg, sønnesøn af det myrdede østrig-ungarske tronfølgerpar Franz Ferdinand (1863–1914) og Sophie Chotek, Hertuginde af Hohenberg (1868–1914)
3. Marie-Adélaïde, (1924-2007), gift med Karl Josef Henckel von Donnersmarck
4. Marie-Gabrielle, (1925- ), gift med den danske lensgreve Knud Johan Holstein til Ledreborg (født 2. oktober 1919 - død 25. juni 2001)[1]
5. Charles, (1927-1977), gift med Joan Douglas Dillon
6. Alix, (1929- ), gift med Antoine de Ligne

## Senere liv
Storhertuginde Charlotte abdicerede den 12. november 1964 til fordel for sin ældste søn, Jean. Prins Felix døde 74 år gammel den 8. april 1970 på Schloss Fischbach i Fischbach i Luxembourg. Han blev begravet i Notre-Dame-katedralen i Luxembourg by. Storhertuginde Charlotte overlevede sin mand 15 år og døde som 89-årig i 1985.

## Eksterne links
- Wikimedia Commons har flere filer relateret til Felix af Bourbon-Parma